# Pain grillé
Ne doit pas être confondu avec rôtie.

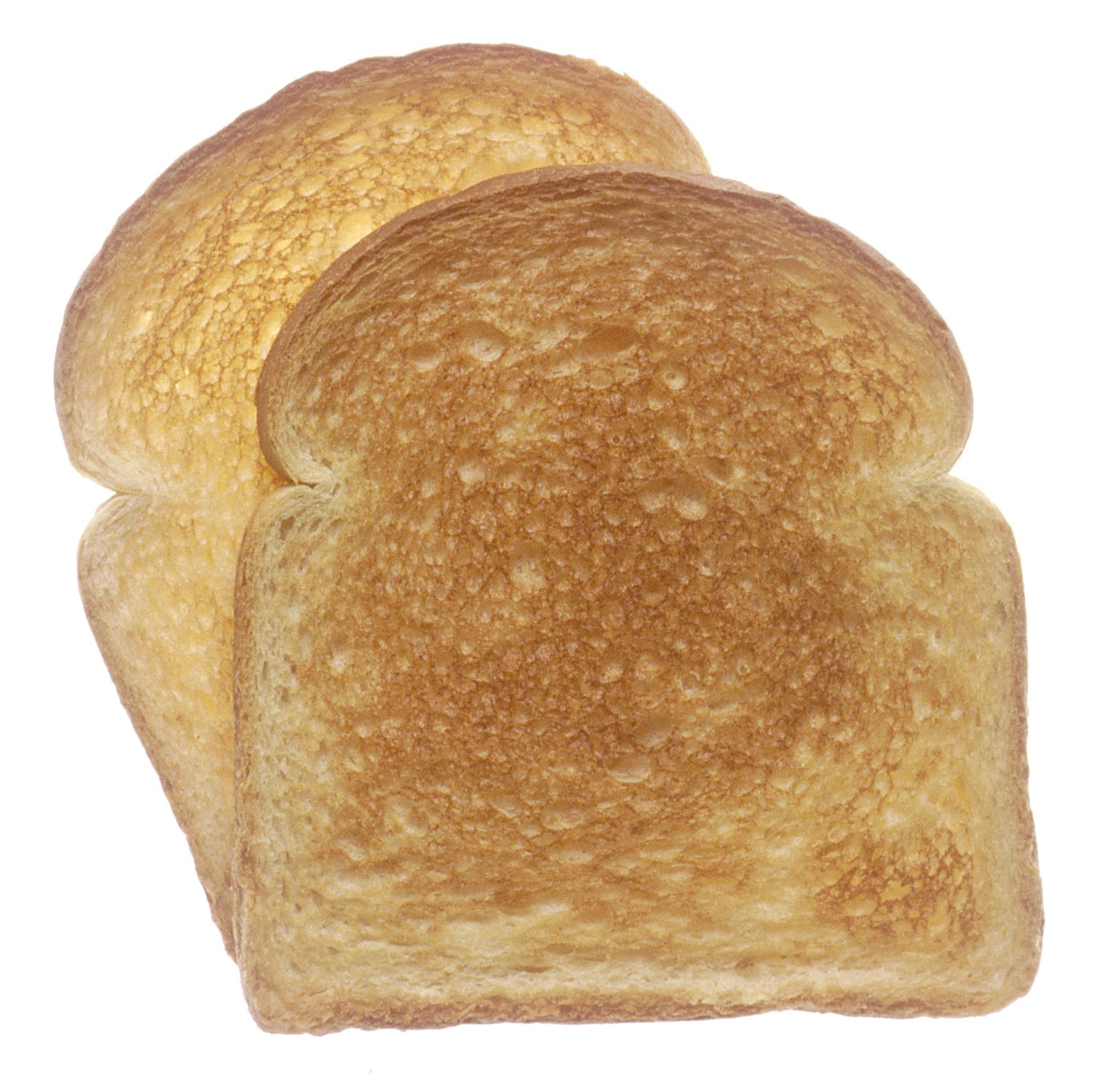
Deux tranches de pain blanc grillé.

Le pain grillé (également désigné par l'anglicisme toast) est du pain normalement coupé en tranches et bruni par exposition à la chaleur. Ce brunissement est dû à des réactions de Maillard. Plusieurs marques de biscottes commercialisent également leurs produits sous l'appellation de pain grillé.
Synonyme jusqu’au début du XXe siècle, le terme rôtie est utilisé pour désigner le pain grillé au Québec, en Suisse et en France (régionalisme), et désigne également une recette à base de pain.
Faire griller le pain le rend plus croustillant et, sur le moment, le réchauffe. Cela permet aussi de rendre le pain rassis plus appétissant. Une fois grillé, le pain supporte plus facilement les garnitures de toutes sortes, surtout le pain de mie qui sinon est trop mou pour un emploi commode. Il est couramment servi pour les petits déjeuners ou pour accompagner l'apéritif ou le foie gras.

## Méthodes pour griller le pain

### Four
Le pain peut être grillé en utilisant un four de cuisine, les tranches placées sur une grille.

### Grille-pain

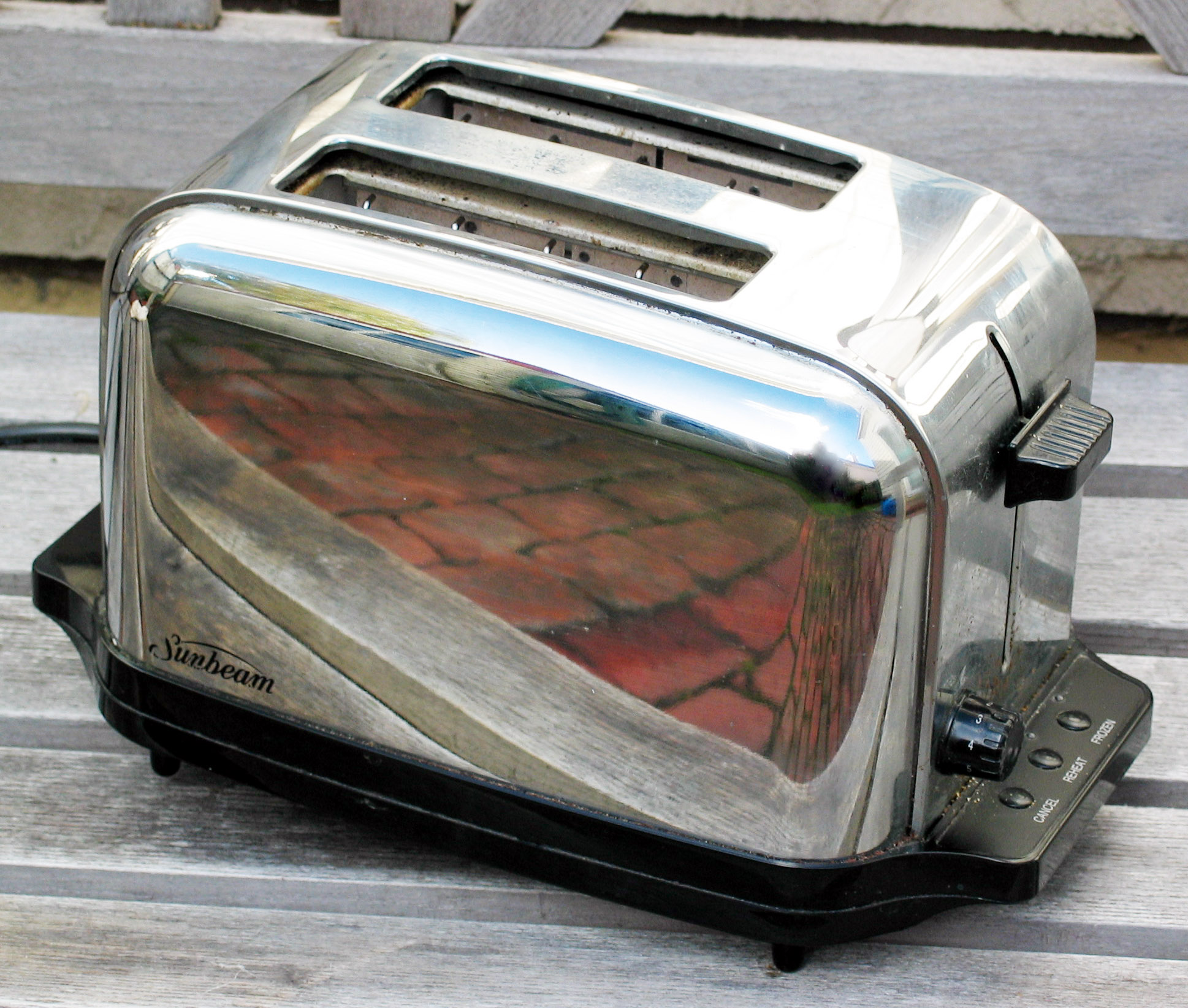
Grille-pain classique à deux fentes.

La méthode la plus simple pour faire griller le pain est d'utiliser un grille-pain. Il a été utilisé pour la première fois vers la fin du XVIIIe siècle ou début du XIXe siècle. Avec les grille-pain électriques modernes, les tranches de pain sont placées dans les fentes se trouvant sur le dessus de l'appareil. Ensuite, le degré de cuisson souhaité est sélectionné, lorsque l'option est disponible sur l'appareil. Finalement, un levier se situant sur le côté du grille-pain est poussé vers le bas, ce qui amène les tranches face aux éléments chauffants de l'appareil, bien protégés, et met en marche ces derniers. En fin de cuisson, le courant est coupé, l'ensemble se relève, et les tranches reviennent à portée de main.

### Feu
Le pain peut être grillé sur ou à côté d'un feu généré par une gazinière, un feu de bois, un brasero.

### Plaque
Le pain peut être grillé sur un fourneau à bois ou à charbon, une plancha, un poêle ou dans une poêle.

## Préparation et utilisation

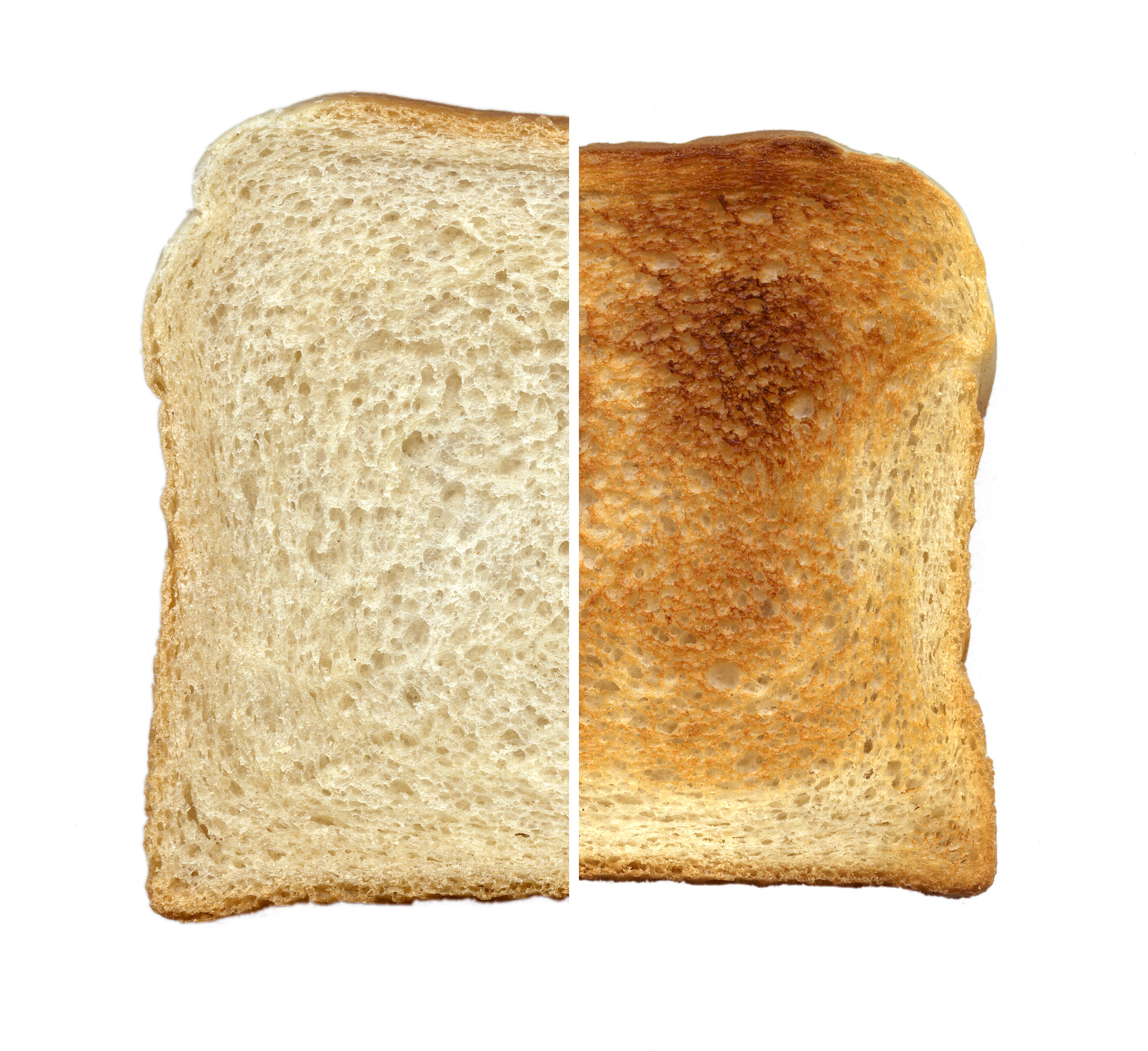
Une tranche de pain frais à gauche et grillé à droite.

Le pain grillé est généralement accompagné de garniture.
Au petit déjeuner, les tranches de pain grillé sont souvent tartinées de pâte à tartiner (beurre, margarine, confiture, etc.). Dans certains pays anglo-saxons, il est plus usuel d'y étaler un extrait de levure, comme de la Marmite (Angleterre) ou du Vegemite (Australie, Nouvelle-Zélande). Les baked beans (haricots sur pain grillé) sont un mets très populaire et très simple au Royaume-Uni.
Pour apprêter le pain grillé, on peut aussi le saupoudrer d'un mélange de sucre et de cannelle après l'avoir tartiné de beurre, ce qui donne des tranches de pain grillé à la cannelle.

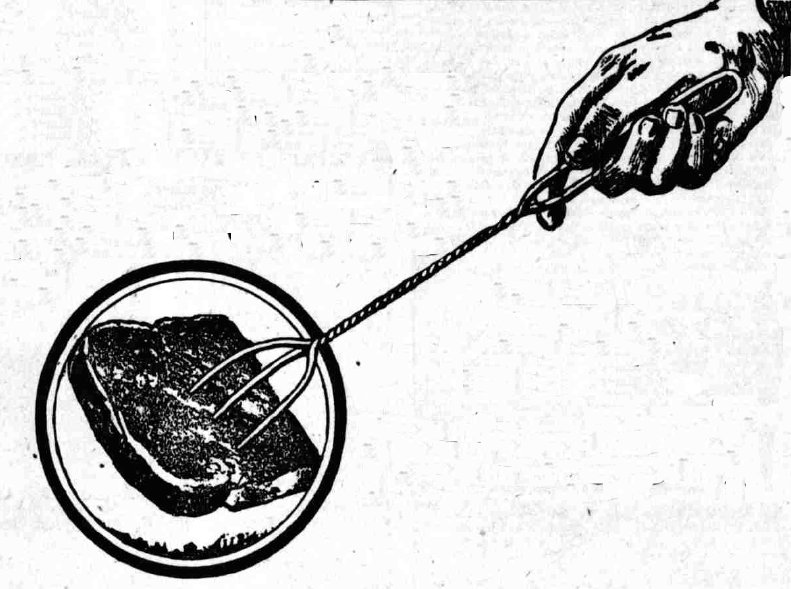
Faire du pain grillé, en exposant le pain au feu.

Le pain grillé peut également être servi en accompagnement du foie gras, ou servir de support pour des canapés, destinés à l'apéritif ou lors d'un service à la française — l'anglicisme toast est souvent utilisé pour désigner ces canapés. Il s'agit alors généralement de pain de mie.
Il arrive aussi que les tranches de pain grillé soient utilisées à la place de tranches de pain frais pour faire des sandwichs. Les garnitures sont alors innombrables, éventuellement en plusieurs couches, et ne dépendent que de l'imagination du préparateur. Le pain peut également être grillé avec la garniture : c'est le cas du panini ou du croque-monsieur, par exemple.
Les tranches de pain grillé se retrouvent également dans certains régimes spéciaux pour personnes ayant des troubles gastro-intestinaux comme la diarrhée, ou encore des nausées matinales causées par la grossesse, comme le régime BRATT qui est constitué de bananes, riz, compote de pommes et tranches de pain grillé.
Le pain peut aussi être coupé en cubes avant d'être grillé, quelquefois aussi assaisonné, donnant ce que l'on appelle des croûtons. Ceux-ci sont couramment ajoutés aux salades, soupes et autres plats. Il est cependant souvent plus facile de préparer les croûtons en les faisant sauter à la poêle.

## Toxicité
Comme tous les aliments grillés, sous l'effet d'une cuisson trop forte, le pain brûlé peut contenir un niveau élevé de benzopyrène, un composé fortement cancérigène.